# Tujîliv, Iahotîn
Tujîliv (în ucraineană Тужилів) este un sat în comuna Kuleabivka din raionul Iahotîn, regiunea Kiev, Ucraina.

## Demografie
Componența lingvistică a localității Tujîliv
     Ucraineană (95,45%)
     Rusă (2,27%)
     Română (1,14%)
     Belarusă (1,14%)
Conform recensământului din 2001, majoritatea populației localității Tujîliv era vorbitoare de ucraineană (95,45%), existând în minoritate și vorbitori de rusă (2,27%), română (1,14%) și belarusă (1,14%).